# Чемпіонат СРСР з хокею із шайбою 1951—1952
Шостий чемпіонат СРСР з хокею із шайбою проходив з 2 грудня 1951 по 24 січня 1952. У змаганні брали участь 12 команд, які на попередньому етапі були поділені на три підгрупи. По два найкращі клуби вийшли до фінального етапу. Переможцем вдруге став московський ВПС. Найкращий снайпер — Всеволод Бобров (37 закинутих шайб).

## Підсумкові таблиці
Скорочення: М = підсумкове місце, І = ігри, Пер = перемоги, Н = нічиї, Пор = поразки, ЗШ = закинуті шайби, ПШ = пропущені шайби, О = набрані очки

### Попередній етап

#### Підгрупа А
Матчі проходили у Новосибірську.
| М  | Команда            | І | Пер | Н | Пор | ЗШ | ПШ | О  |
| -- | ------------------ | - | --- | - | --- | -- | -- | -- |
| 1. | «Крила Рад» Москва | 6 | 5   | 1 | 0   | 37 | 13 | 11 |
| 2. | ЦБРА Москва        | 6 | 4   | 1 | 1   | 29 | 16 | 9  |
| 3. | ЛБО Ленінград      | 6 | 2   | 0 | 4   | 19 | 34 | 4  |
| 4. | «Спартак» Москва   | 6 | 0   | 0 | 6   | 11 | 33 | 0  |

#### Підгрупа Б
Матчі проходили у Свердловську.
| М  | Команда              | І | Пер | Н | Пор | ЗШ | ПШ | О  |
| -- | -------------------- | - | --- | - | --- | -- | -- | -- |
| 1. | «Динамо» Москва      | 6 | 5   | 0 | 1   | 35 | 9  | 10 |
| 2. | «Даугава» Рига       | 6 | 3   | 1 | 2   | 24 | 9  | 7  |
| 3. | «Динамо» Свердловськ | 6 | 3   | 1 | 2   | 23 | 27 | 7  |
| 4. | «Спартак» Мінськ     | 6 | 0   | 0 | 6   | 6  | 43 | 0  |

#### Підгрупа В
Матчі проходили у Челябінську.
| М  | Команда                 | І | Пер | Н | Пор | ЗШ | ПШ | О  |
| -- | ----------------------- | - | --- | - | --- | -- | -- | -- |
| 1. | ВПС Москва              | 6 | 6   | 0 | 0   | 69 | 9  | 12 |
| 2. | «Дзержинець» Челябінськ | 6 | 3   | 1 | 2   | 19 | 36 | 7  |
| 3. | «Динамо» Ленінград      | 6 | 1   | 1 | 4   | 15 | 38 | 3  |
| 4. | «Динамо» Таллінн        | 6 | 1   | 0 | 5   | 14 | 34 | 2  |

### Фінальний етап

#### За 1-6 місця
Матчі проходили у Москві.
| М  | Команда                 | І  | Пер | Н | Пор | ЗШ | ПШ | О  |
| -- | ----------------------- | -- | --- | - | --- | -- | -- | -- |
| 1. | ВПС Москва              | 10 | 9   | 0 | 1   | 53 | 18 | 18 |
| 2. | ЦБРА Москва             | 10 | 9   | 0 | 1   | 54 | 12 | 18 |
| 3. | «Динамо» Москва         | 10 | 5   | 1 | 4   | 37 | 29 | 11 |
| 4. | «Крила Рад» Москва      | 10 | 4   | 1 | 5   | 40 | 31 | 9  |
| 5. | «Даугава» Рига          | 10 | 1   | 0 | 9   | 19 | 51 | 2  |
| 6. | «Дзержинець» Челябінськ | 10 | 1   | 0 | 9   | 16 | 78 | 2  |

#### Матч за перше місце
ВПС Москва — ЦБРА Москва 3:2

#### За 7-12 місця
Матчі проходили у Молотові.
| М   | Команда              | І | Пер | Н | Пор | ЗШ | ПШ | О |
| --- | -------------------- | - | --- | - | --- | -- | -- | - |
| 7.  | «Спартак» Москва     | 5 | 4   | 0 | 1   | 27 | 11 | 8 |
| 8.  | ЛБО Ленінград        | 5 | 4   | 0 | 1   | 13 | 11 | 8 |
| 9.  | «Динамо» Ленінград   | 5 | 3   | 0 | 2   | 22 | 15 | 6 |
| 10. | «Динамо» Таллінн     | 5 | 2   | 0 | 3   | 16 | 18 | 4 |
| 11. | «Динамо» Свердловськ | 5 | 2   | 0 | 3   | 17 | 21 | 4 |
| 12. | «Спартак» Мінськ     | 5 | 0   | 0 | 5   | 10 | 29 | 0 |

## Склади команд-призерів
1. ВПС: воротарі — Григорій Мкртичан, Микола Пучков; захисники — Олександр Виноградов, Юрій Володін, Ігор Горшков, Павло Жибуртович, Револьд Леонов, Віктор Тихонов; нападники — Євген Бабич, Всеволод Бобров (капітан), Анатолій Вікторов, Петро Котов, Володимир Новожилов, Юрій Пантюхов, Олександр Стриганов, Віктор Шувалов, Олександр Кутєлєв, В. Сорокін, Лев Шунін. Тренер — Всеволод Бобров.[1]
2. ЦБРА: воротарі — Борис Афанасьєв, Іван Ніколаєв, Микола Уланов; захисники — Микола Карпов, Генріх Сидоренков, Микола Сологубов (капітан), Іван Трегубов, Дмитро Уколов; нападники — Володимир Брунов, Веніамін Бистров, Анатолій Васильєв, Михайло Гащенков, Володимир Єлизаров, Олександр Комаров, Юрій Копилов, Володимир Меньшиков, Лев Мішін, Анатолій Тарасов, Олександр Черепанов. Тренер — Анатолій Тарасов.[1]
3. «Динамо» М: воротарі — Карл Ліїв, Лев Яшин; захисники — Микола Алексушин, Віталій Костарєв, Анатолій Молотков, Анатолій Наумов, Михайло Рижов, Олег Толмачов (капітан); нападники — Альфонс Браунс, Анатолій Єгоров, Віктор Климович, Валентин Кузін, Юрій Крилов, Юрій Лебєдєв, Борис Петелін, Олександр Солдатенков, Олександр Уваров. Тренер — Аркадій Чернишов.[1]

## Найкращі снайпери
- Всеволод Бобров (ВПС) — 37
- Віктор Шувалов (ВПС) — 31
- Олексій Гуришев («Крила Рад»), Олександр Комаров (ЦБРА) — 21
- Елмарс Бауріс[lv] («Даугава») — 17
- Олександр Уваров («Динамо» М), Вальдемар Шульманіс («Даугава»), Євген Бабич (ВПС) — 15
- Валентин Кузін («Динамо» М) — 14
- Михайло Бичков («Крила Рад»), Віктор Климович («Динамо» М) — 12